# Hovhannes Davtyan
Hovhannes Davtyan (in armeno: Հովհաննես Դավթյան; Leninakan, 25 novembre 1983) è un judoka armeno.
Lotta nei sotto i 60 chili, ed è molto alto rispetto agli altri lottatori del suo peso. Ha partecipato nel 2007 ai Campionati europei di judo, nel 2008 all'European Championships, nel 2009 al World Championship e nel 2012 ai Campionati europei di judo.

## Palmarès

### Campionati mondiali
- 1 medaglia:
  -  Bronzo (60 kg a Rotterdam 2009).

### Campionati europei
- 3 medaglie:
  -  Argento (60 kg a Belgrado 2007);
  -  Argento (60 kg a Čeljabinsk 2012);
  -  Bronzo (60 kg a Kazan' 2016).